# Alfred Borchert
Friedrich Julius Alfred Borchert (* 9. Dezember 1886 in Berlin; † 6. Mai 1976 in Ost-Berlin) war ein deutscher Veterinär und Parasitologe.
Borchert legte 1908 das Abitur ab und studierte Tiermedizin in Berlin, wo er 1913 approbiert und 1914 promoviert wurde. Als wissenschaftlicher Mitarbeiter arbeitete er seit 1914 in der Biologischen Reichsanstalt in Berlin-Dahlem und lehrte nach der Habilitation 1922 Parasitologie an der Berliner Friedrich-Wilhelms-Universität, wobei er sich auf Bienenkrankheiten spezialisierte. Er war seit 1925 Regierungsrat und seit 1936 außerordentlicher Professor. Seit 1938 lehrte er als ordentlicher Professor an der Veterinärmedizinischen Fakultät.
1944 wurde er als Stabsveterinär eingezogen zur Heeresversuchsstelle Munster-Nord. Wegen seiner Zugehörigkeit zu einer Freimaurerloge wurde er kein NSDAP-Mitglied und galt nach 1945 als politisch unbelastet. Er wurde 1947 als Direktor des Instituts für Bienenkunde und Bienenkrankheiten der Veterinärmedizinischen Fakultät in Berlin berufen. Sein Lehrbuch wurde zum Standardwerk.
Die Deutsche Demokratische Republik ehrte ihn 1966 als Hervorragender Wissenschaftler des Volkes. Sein Spitzname war „Bienenborchert“.

## Schriften
- Über das Vorkommen von Bakterien aus der Paratyphusgruppe im Darmkanal der gesunden Honigbiene. Vergleichende biologische Untersuchungen an einigen aus der Biene stammenden Bakterienarten. Berlin 1922 (Habilitationsschrift).
- ABC der Bienenkrankheiten. Deutscher Bauernverlag, Berlin 1949.
- Lehrbuch der Parasitologie für Tierärzte. Hirzel, Leipzig 1954 (mehrfach übersetzt und neu aufgelegt).
- Schädigungen der Bienenzucht durch Krankheiten, Vergiftungen und Schädlinge der Honigbiene. Hirzel, Leipzig 1974.